# Somalopyrgus rotundipennis
Somalopyrgus rotundipennis är en insektsart som beskrevs av Kevan, D.K.M. och Akbar 1964. Somalopyrgus rotundipennis ingår i släktet Somalopyrgus och familjen Pyrgomorphidae. Inga underarter finns listade i Catalogue of Life.